# Сиријска пустиња
Сиријска пустиња (арап. بادية الشام, bādiyat ash-shām), позната још и као сиријско-арабијска пустиња, је комбинација степе и праве пустиње смјештена сјеверно од Арабијског полуострва, заузимајући површину од 500.000  области Сирије. Пустиња је стјеновита и равна.

## Географија
Сиријска пустиња је дио Хамада, који покрива дијелове Сирије, Ирака, Јордана и Саудијске Арабије. Граница на западу је долина ријеке Оронт, на истоку ријека Еуфрат, на сјеверу се пустиња прекида у областима плодним травама, а на југу прелази у пустињу на југу Арабијског полуоства. Постоје многе мање пустиње унутар Сиријске пустиње, као што је Палмира. Град Дамаск је смјештен у једној од оаза. Јединствени пејзаж пустиње је настао избацивањем лаве из вулканског региона Џабал ел Друз у јужној Сирији. Сиријска пустиња је природно станиште сиријског хрчка.

## Историја
Пустињу су током историје насељевала беудинска племена, али су је насељавала и друга племена, чији припадници углавном живе у градовима и насељима који су изграђени у близини оаза. Неки Бедуини и даље одржавају традицију живота у пустињи. Сафаички натписи, праарапски текст написан од стране писмених Бедуина, налазе се у Сиријској пустињи. Датум настанка је отпирлике од 1. вијека прије н. е. до 4. вијека н. е.
Током рата у Ираку, пустиња је служила као главна линија снадбјевања ирачких побуњеника, док је ирачки дио пустиње постао првенствено тврђава сунитских побуњеника који су дјеловали у покрајини Анбар, дјелимично након заузимања Фалуџе током операције Фантомски бијес. Серија војних операција је била релативно неефикасна у уклањању побуњеничког присуства у пустињи. Међутим, како су побуњеници почели да преузимају контролу над околним подручјима значај сиријске пустиње као оперативног центра временом је умањена. До септембра 2006. побуњеници су стекли контролу над готово цијелом покрајином Анбар и премјестили су већину својих снага, опреме, као и лидере даље на исток до градова под побуњеничкон у близини ријеке Еуфрат, али Сиријска пустиња је остала једно од главних путева за трговину оружјем.